# Taxilejeunea obtusangula
Taxilejeunea obtusangula là một loài Rêu trong họ Lejeuneaceae. Loài này được (Spruce) A. Evans miêu tả khoa học đầu tiên năm 1911.